# Promenaea fuerstenbergiana
Promenaea fuerstenbergiana är en orkidéart som beskrevs av Rudolf Schlechter. Promenaea fuerstenbergiana ingår i släktet Promenaea och familjen orkidéer. Inga underarter finns listade i Catalogue of Life.